# إدارة الزراعة في كولورادو
إدارة الزراعة في كولورادو، هي الإدارة الرئيسية في حكومة ولاية كولورادو التي تدير قطاع الزراعة، وسلامة الأغذية، وحماية المستهلك المتعلقة بالزراعة، ومناطق الحفظ. عينت كيت غرينبرغ مفوضة للإدارة عام 2019، خلفا لدون براون الذي تقاعد بعد خدمته منذ عام 2015.

## المنظمة
تنقسم المنظمة إلى الأقسام التالية: 
- قسم صحة الحيوان
- قسم العلامات التجارية
- معرض ولاية كولورادو
- مكتب المفوض
- قسم خدمات الحفظ
- قسم التفتيش وخدمات المستهلك
- قسم الأسواق
- شعبة الصناعات النباتية
- قسم خدمات المختبرات

يعمل المفوض أيضًا كعضو ليس له حق التصويت في مجلس إدارة هيئة التنمية الزراعية في كولورادو (CADA)، التي أنشئت عام 1981 لإتاحة التمويل للمزارعين والمؤسسات الزراعية الأخرى بسبب التكلفة العالية ونقص القروض الزراعية المتاحة، وعدم كفاية فرص العمل المربحة في المناطق الريفية. يعتبر أعضاء مجلس إدارة CADA أيضًا أعضاء في مجلس القيمة المضافة الزراعية في كولورادو (CAVADB)، الذي يقدم المنح والقروض وضمانات القروض والاستثمارات في الأسهم المتعلقة بريف كولورادو، بحكم مناصبهم (المفوض عضو ليس له حق التصويت).
يتكون مجلس الحفاظ على ولاية كولورادو (CSCB) من ممثلين عن مجمعات المياه العشرة في كولورادو، والتي تمثل مناطق الحفظ الستة والسبعين في ولاية كولورادو.